# Historia Mołdawii
Mołdawia – państwo położone między Rumunią i Ukrainą, uzyskało niepodległość w 1991 r. Stało się tak w konsekwencji rozpadu ZSRR, w którego składzie znajdowała się istniejąca od sierpnia 1940 r. Mołdawska Socjalistyczna Republika Radziecka, powstała wówczas wskutek aneksji w czerwcu 1940 r. terenów historycznej Besarabii przez Związek Socjalistycznych Republik Radzieckich i połączenia z istniejącą od 1924 Mołdawską Autonomiczną Socjalistyczną Republiką Radziecką. Tereny Besarabii w przeszłości stanowiły jednak dużą część hospodarstwa mołdawskiego, do którego tradycji historycznych nawiązuje obecna Republika Mołdawii. Miało to miejsce od końca XIV do początku XIX w. W 1812 r. wschodnia część pozostającego pod zwierzchnictwem osmańskim hospodarstwa została włączona w granice Imperium Rosyjskiego i odtąd jej losy toczyły się odrębnie od losów pozostałej części księstwa, które w XIX w. po zjednoczeniu z hospodarstwem Wołoszczyzny dało początek Rumunii. W latach 1918–1940 i 1941-1944 Besarabia była częścią Królestwa Rumunii.

## Ziemie mołdawskie przed powstaniem hospodarstwa mołdawskiego
W starożytności tereny obecnej Mołdawii były zamieszkiwane przez peryferyjne plemiona Celtów i Germanów, ale głównie przez Daków – ich państwo obejmowało obszar także całej obecnej Rumunii oraz okolicznych terenów, a jego centrum znajdowało się w dzisiejszym Siedmiogrodzie. Po upadku państwa dackiego pod naporem Rzymu tereny dzisiejszej Mołdawii, choć niewłączone w granice imperium, znalazły się w zasięgu wpływów rzymskich. Teren ten jednak w coraz większym stopniu penetrowali koczownicy Wielkiego Stepu – Scytowie. Wkrótce zaczęły te ziemie najeżdżać inne plemiona – Hunowie i Goci.
W średniowieczu położona na dogodnym szlaku między Europą i Azją Mołdawia była miejscem wielu kolejnych inwazji, m.in. Awarów, Pieczyngów czy Kumanów. Sięgali tutaj Słowianie, a także Bułgarzy. Próbowali narzucić swą zwierzchność tym terenom książęta Rusi Kijowskiej. W XIII w. ziemie mołdawskie dostały się pod panowanie Mongołów. Ich dominację przerwali dopiero w XIV w. królowie Węgier, którzy stopniowo opanowywali ziemie na wschód od Karpat Wschodnich.

## W granicach hospodarstwa mołdawskiego (od XIV w. do 1812 r.)

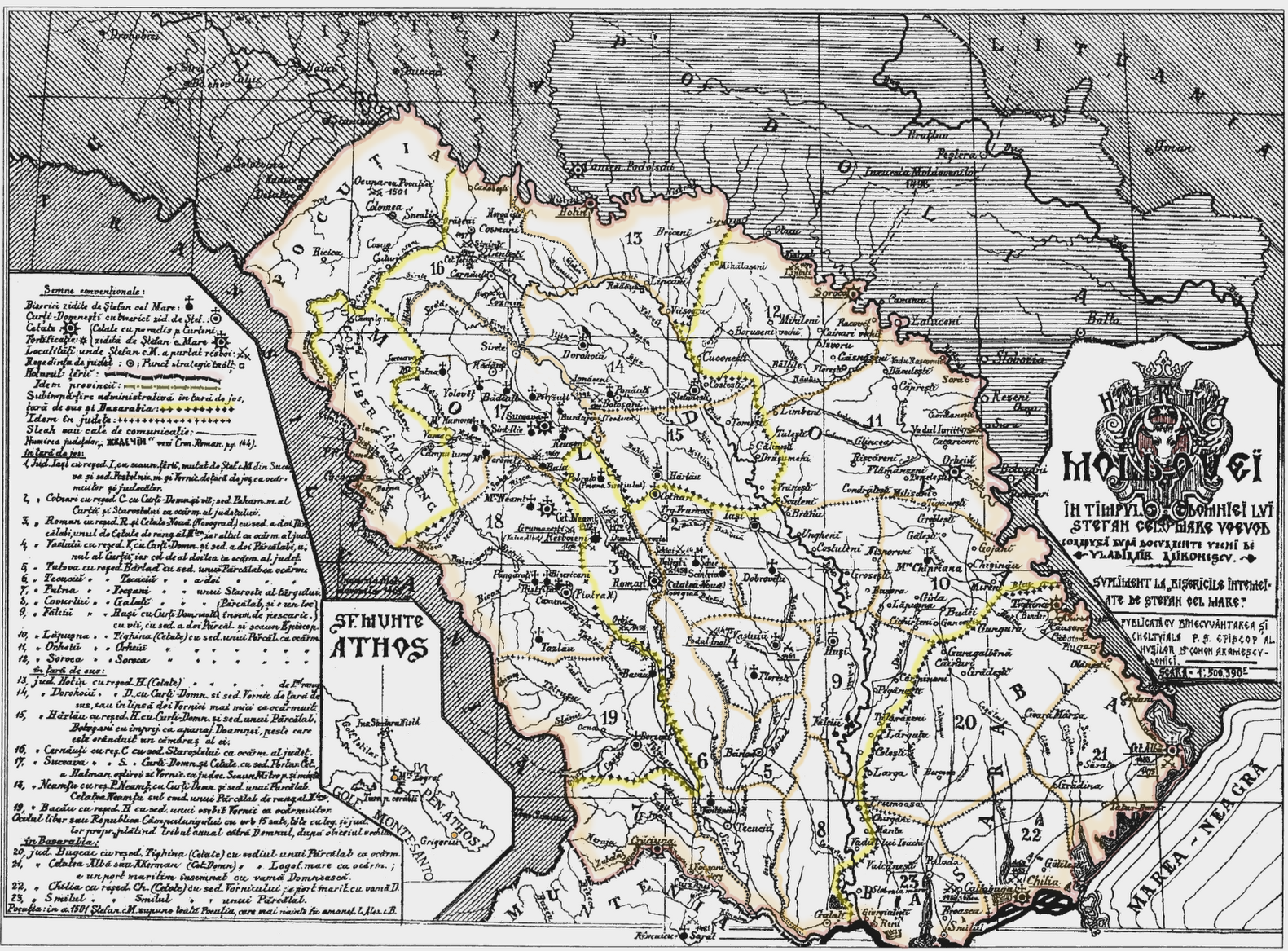
Mołdawia za panowania Stefana III Wielkiego, w okresie największego zasięgu terytorialnego (XV wiek). Mapa rumuńska z 1903 r.

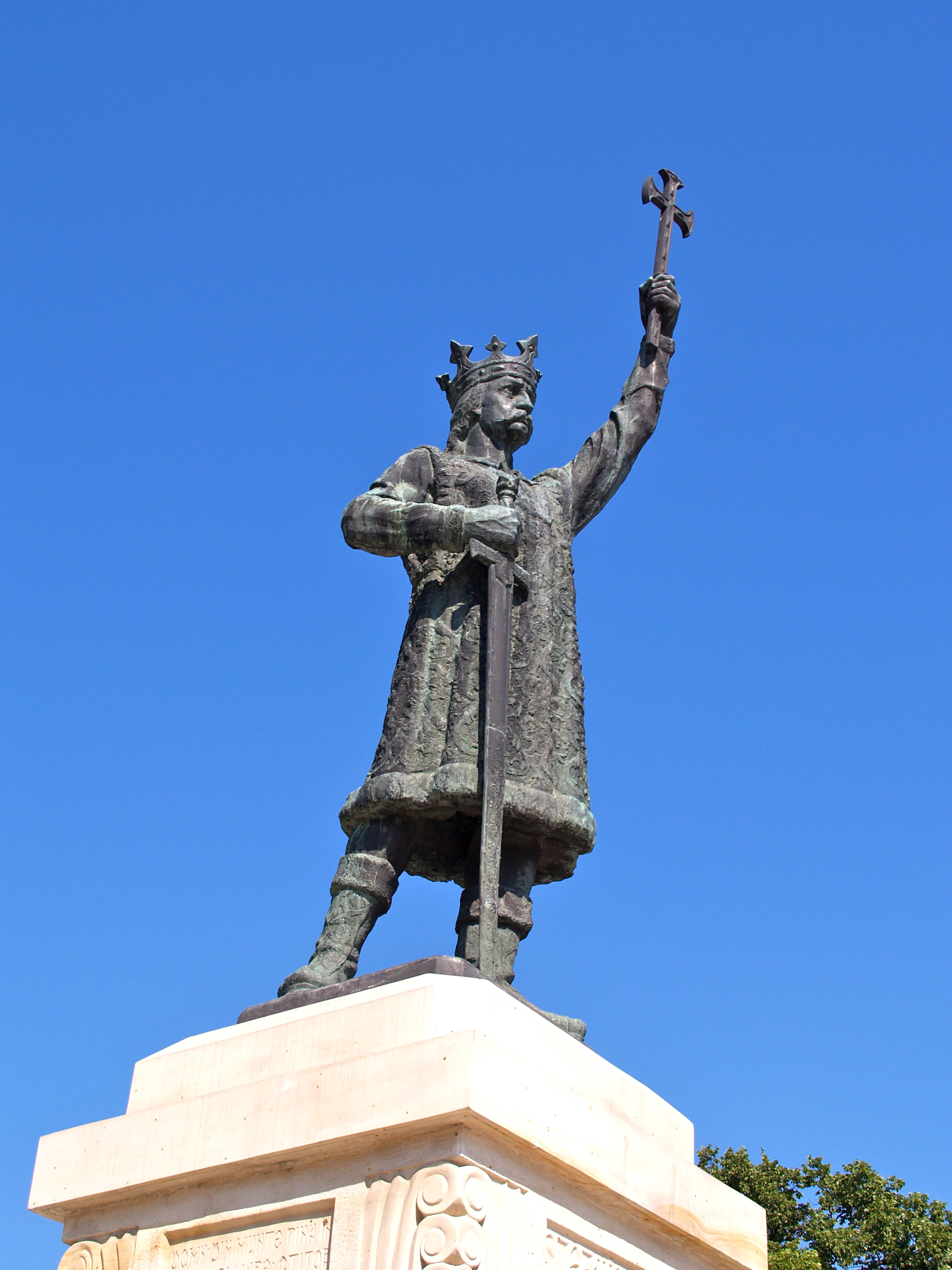
Pomnik hospodara mołdawskiego Stefana Wielkiego w Kiszyniowie

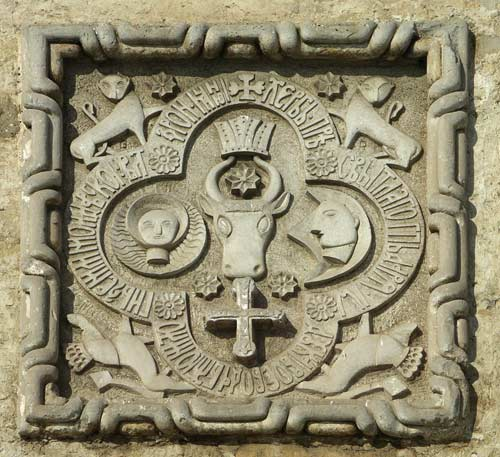
Herb Mołdawii na murze Monastyru Cetățuia w Jassach

W drugiej połowie XIV w. powstało hospodarstwo mołdawskie z centrum ulokowanym na ziemiach obecnej Bukowiny (za jego pierwszego władcę uważa się Bogdana I), które choć szybko rozpoczęło ekspansję terytorialną na ziemiach między Karpatami a Dniestrem (m.in. opanowując późniejszą Besarabię), jednak nie było w stanie utrzymywać samodzielności i ulegało wpływom potężniejszych sąsiadów (głównie Węgier, ale także Polski, której hołd złożył m.in. hospodar Piotr I w 1387 r.). Mołdawia posiadała bogate relacje polityczne z Polską, od czasu hołdu hospodara Piotra I złożonego Królowej Polski Jadwidze i Władysławowi Jagielle relacje państw przez ponad dwieście lat wahały się, a pozycja Mołdawii względem Polski zmieniała się kilkukrotnie w zależność wasalną lub okresowy konflikt. Częste zmiany na tronie książęcym, do którego pretendenci sięgali po pomoc ościennych potęg stanowiły poważny czynnik osłabiający państwo. Jedynie za panowania niektórych z początkowych władców udało się Mołdawii osiągnąć stan stabilizacji, w szczególności uznającego polskie zwierzchnictwo Aleksandra Dobrego (1400–1432) oraz jego wnuka Stefana Wielkiego (1457–1504). Ten ostatni, uważany za najznaczniejszego mołdawskiego władcę, położył wiele zasług dla rozwoju politycznego i kulturalnego kraju. Za jego czasów powstała m.in. dzisiejsza stolica Republiki Mołdawii, Kiszyniów. Jednocześnie, w tym czasie Mołdawii zaczęła zagrażać od południa potęga Imperium Osmańskiego (już stryj i poprzednik Stefana, Piotr Aron, uznał jego zwierzchnictwo i zgodził się płacić mu daninę). Mimo że Stefan odnosił sukcesy w starciach z sąsiadami (Węgrami, Polakami i Turkami), a także wielokrotnie interweniował na Wołoszczyźnie, nie był w stanie ostatecznie oprzeć się naporowi Turków – stracił na ich rzecz porty czarnomorskie (Kilię i Białogród (Akerman)), a wreszcie musiał uznać ich zwierzchnictwo.
Po śmierci Stefana Wielkiego Mołdawia popadła w głębokie uzależnienie od Turcji. Jedynie niektórzy spośród jej władców decydowali się na podjęcie prób usamodzielnienia (np. Piotr Raresz lub Jan Srogi), jednak bez trwałego efektu. Niekiedy próbę rozciągnięcia swoich wpływów na tym terenie podejmowały państwa ościenne (początkowo głównie Polska, a niekiedy przedstawiciele polskiej magnaterii, co zaowocowało m.in. krótkim panowaniem hospodarów z dynastii Mohyłów na przełomie XVI i XVII w.). W swej próbie zjednoczenia ziem rumuńskich na krótki czas po panowanie nad Mołdawią sięgnął też Michał Waleczny, jednak epizod ten nie wywołał głębszych skutków. Zarówno Mołdawia, jak i znajdująca się w podobnej sytuacji Wołoszczyzna były bezlitośnie wykorzystywane przez tureckich sułtanów, a ich sytuację wewnętrzną dodatkowo pogarszała współpraca bojarów z Turkami. Hospodarowie mołdawscy byli zmieniani często, zwykle według woli sułtana. Zjawisko to szczególnej siły nabrało w XVIII w., w epoce rządów fanariotów – członków greckich rodzin kupieckich z Konstantynopola, w praktyce kupujących tron hospodarski u sułtana i wykorzystujących w większości stanowisko do szybkiego wzbogacenia się.
W tym okresie jednak wobec słabnięcia potęgi Turcji po pokoju w Karłowicach pojawiło się zainteresowanie innych mocarstw w wyrwaniu Mołdawii spod jej wpływów. Stała się ona istotnym elementem coraz częstszych wojen pomiędzy Turcją a Rosją i Austrią. Szczególnie Rosja, zwłaszcza od panowania cara Piotra I, szukała sposobu na podporządkowanie sobie Mołdawii, wykorzystując w tym celu m.in. wspólną religię (prawosławie).
W 1774 r. obszary północnej Mołdawii z Suczawą i Czerniowcami zostały przyłączone do imperium Habsburgów (w 1849 r. utworzono na tych obszarach Księstwo Bukowiny, jako odrębny kraj koronny Austrii, które przetrwało aż do rozpadu Austro-Węgier w 1918 roku).

## Besarabia częścią Imperium Rosyjskiego (1812–1917)

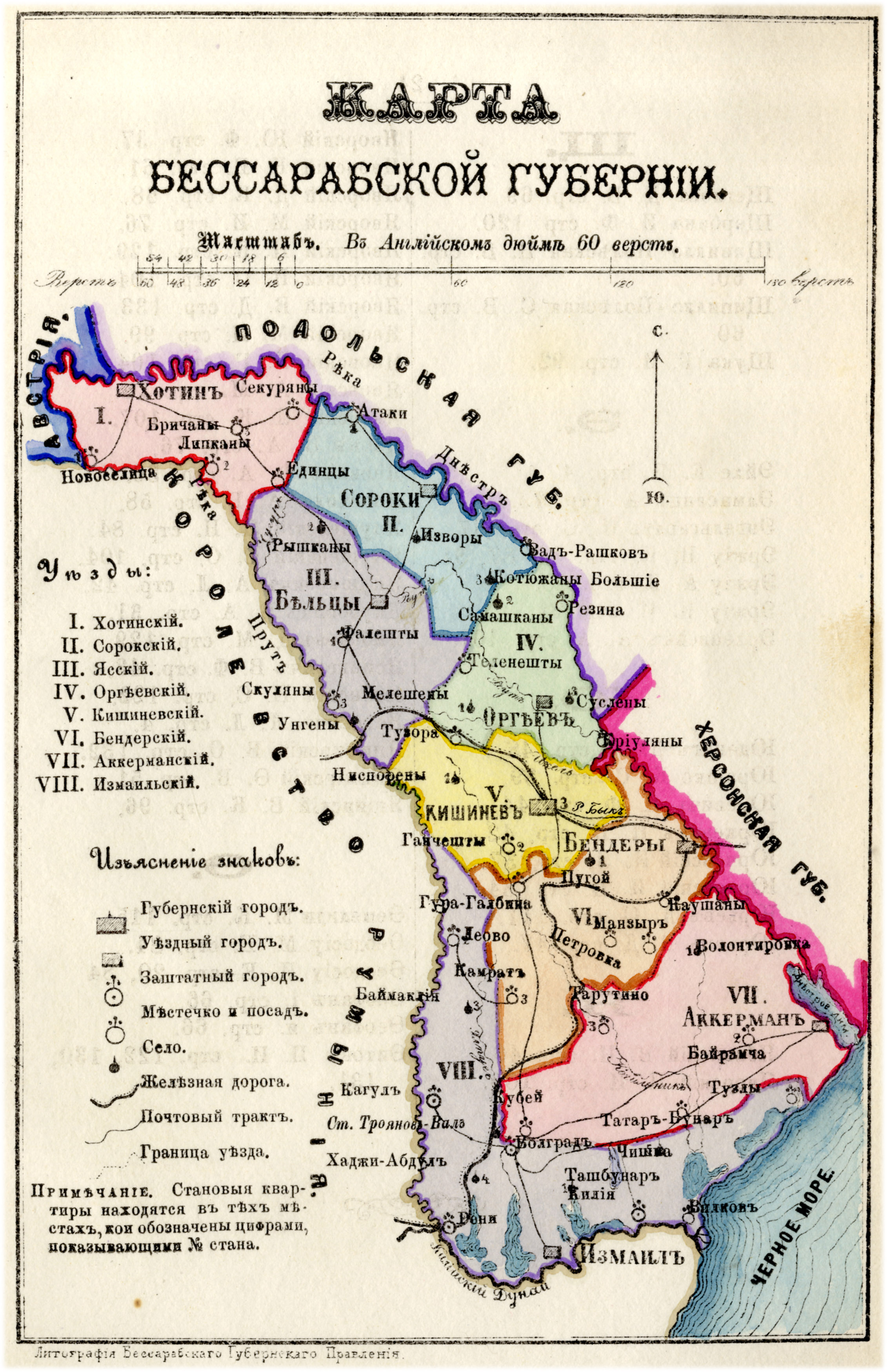
Gubernia besarabska. Mapa rosyjska z 1883 r.

Wskutek kolejnych wojen z Imperium Osmańskim w 1812 r. Rosja przyłączyła do siebie wschodnią część Mołdawii, tzw. Besarabię (będącą połową terytorium mołdawskiego), a także Budziak. Datę można uważać za moment trwałego (jak się okazało) rozdzielenia Mołdawii na części, których losy odtąd przez większość czasu toczyły się odrębnie:
- Hospodarstwo Mołdawskie, wciąż istniejące na ziemiach między Karpatami a Prutem, wyzwoliło się w XIX w. spod dominacji tureckiej i po zjednoczeniu z Wołoszczyzną stanowiło jeden z dwóch elementów składowych Rumunii (proces tworzenia tego państwa miał miejsce w latach 1859–1866);
- wschodnia część - pod władzą carów rosyjskich.

Podział historycznej Mołdawii spowodował izolację mieszkańców Besarabii od procesu budowy rumuńskiej tożsamości narodowej, co następowało w XIX w. w Mołdawii walczącej o wyrwanie się spod dominacji tureckiej, a następnie tworzącej państwo rumuńskie. Ta izolacja zapoczątkowała różnicowanie się tożsamości etnicznej mieszkańców zachodniej Mołdawii (rumuńskiej) oraz wschodniej (Besarabii).
Na terenach przyłączonych do Rosji utworzono obwód besarabski przekształcony w 1873 roku w gubernię besarabską. Terytorium Besarabii (w dużej mierze pokrywające się z terenem dzisiejszego państwa mołdawskiego) wraz z głównymi miastami: Kiszyniowem, Bielcami i Benderami (Tighiną) przez cały XIX wiek stanowiło część Imperium Rosyjskiego (guberni besarabskiej, podolskiej i odeskiej), choć pretensje do tych terenów zgłaszała Rumunia.

## Okres międzywojenny

Flaga Mołdawskiej Republiki Demokratycznej i Niepodległej z 1918 r.

Sytuacja w Besarabii zmieniła się w wyniku mających miejsce w 1917 r. rewolucji w Rosji. W październiku odbył się Zjazd Chłopów Besarabii, a następnie Zjazd Żołnierzy Mołdawskich. W ich wyniku doszło do powołania Rady Krajowej. 2 grudnia 1917 r. Rada Krajowa przyjęła deklarację o utworzeniu Mołdawskiej Republiki Ludowej w ramach Rosyjskiej FSRR. 24 stycznia 1918 r. ogłoszono jednak, za zgodą Rosyjskiej FSRR, niepodległość i zmieniono nazwę państwa na Mołdawska Republika Demokratyczna. Wkrótce jednak do Besarabii wkroczyły wojska rumuńskie i 27 czerwca 1918 r. jej władze ogłosiły połączenie z Rumunią.
Aneksja Besarabii przez Rumunię spotkała się jednak ze sprzeciwem Rosji. Z inicjatywy bolszewickich działaczy Mołdawskiej Republiki Demokratycznej, przebywających na uchodźstwie od czasu wkroczenia wojsk rumuńskich do Besarabii podjęto na lewym brzegu Dniestru przygotowania do utworzenia alternatywnego organizmu państwowego. Oprócz ziem guberni besarabskiej w skład nowej republiki miały wejść: ujezd tyraspolski (gubernia chersońska) oraz ujezdy bałcki i olgopolski (gubernia podolska) zamieszkiwane w większości przez etnicznych Mołdawian. Besarabska Socjalistyczna Republika Radziecka została proklamowana 11 maja 1919 r. przez mołdawski Tymczasowy Rząd Robotniczo-Chłopski na Uchodźstwie jako autonomiczny region Rosyjskiej FSRR. Wobec zajęcia Besarabii przez Rumunię, siedziba władz republiki znajdowała się początkowo w Odessie. W trakcie walk z Białą Armią oraz interwenientami z Zachodu, a także wojny polsko-rosyjskiej, stolica republiki została w sierpniu 1919 r. przeniesiona do Tyraspola. Pod koniec września 1919 r. republika de facto przestała istnieć, choć oficjalnie jej nie rozwiązano. Polska okupacja części terytoriów republiki zakończyła się 29 grudnia 1920 r.
Na mocy postanowień traktatu paryskiego z 28 października 1920 r. mocarstwa zachodnie uznały przyłączenie Besarabii do Rumunii. Podczas negocjowania traktatu byli nieobecni zarówno rosyjscy, jak i besarabscy przedstawiciele, co było głównym powodem do nieuznania traktatu przez Rosyjską FSRR i później ZSRR. Aneksja była głównym powodem faktu, że Związek Radziecki i Rumunia do końca lat trzydziestych XX w. nie nawiązały stosunków dyplomatycznych (korzystano z pośrednictwa Polski).

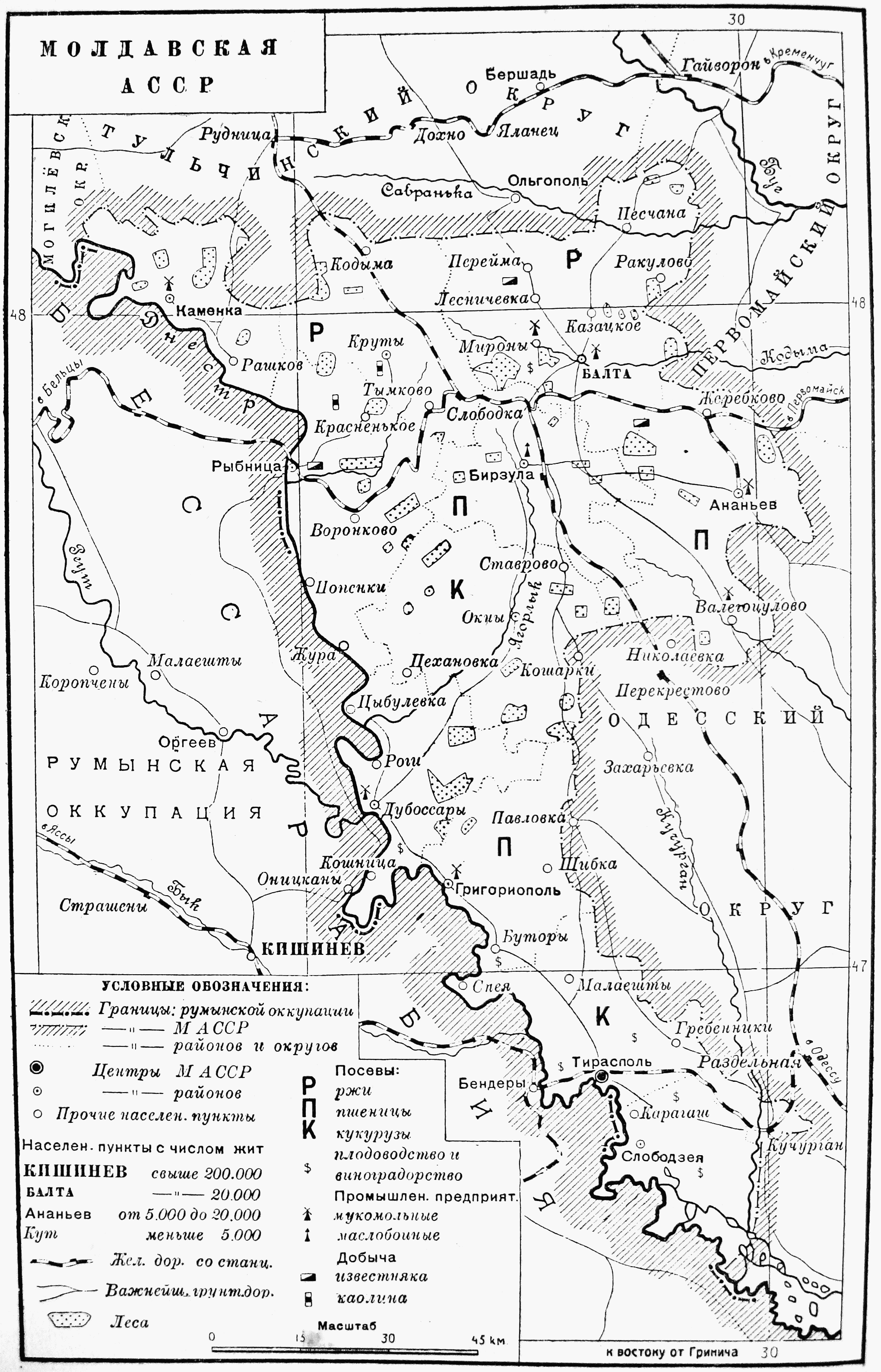
Mołdawska ASRR, mapa radziecka z 1930 r.

Władze rumuńskie podjęły po aneksji Besarabii działania w celu jej romanizacji i pełnej integracji przyłączonej Besarabii z resztą kraju (także wykształcenia wśród ludności rumuńskiej świadomości narodowej). W ramach przeciwdziałania temu procesowi oraz podtrzymywania swoich roszczeń do Besarabii w 1924 r. Rady Najwyższe Ukraińskiej SRR i ZSRR zdecydowały o utworzeniu na terenie Ukraińskiej SRR Mołdawskiego Obwodu Autonomicznego, który 12 X 1924 został przekształcony w Mołdawską Autonomiczną Socjalistyczną Republikę Radziecką. Miała ona stanowić „odskocznię” do zaanektowania terenów Besarabii położonych po prawej stronie Dniestru, których włączenia do Rumunii ZSRR nigdy nie uznał. Przez granicę przemycano do Besarabii pisma nawołujące do zerwania „z burżuazyjną, królewską i reakcyjną Rumunią”, zachęcano do przyłączenia się do „kraju rad”. Urzędowymi językami na terenie Mołdawskiej ASRR stały się: rosyjski, ukraiński oraz mołdawski (reaktywowana nazwa języka, który od XVIII w. był utożsamiany z rumuńskim; mołdawski był od 1938 r. zapisywany w ZSRR wyłącznie cyrylicą). W latach 1924–1931 prowadzona była polityka konstruowania „socjalistycznego narodu mołdawskiego” na bazie kultury i języka ludowego; również po wycofaniu się z najdalej idących działań w tym kierunku w ZSRR utrzymywano, iż istniały odrębne narody i języki mołdawski i rumuński. Politykę tę określa się mianem mołdawianizmu.
Oficjalną stolicą Mołdawskiej ASRR było „czasowo okupowane miasto Kiszyniów”, zaś faktyczną siedzibę władz MASRR ulokowano w Bałcie, a po 1929 r. przeniesiono ją do największego gospodarczego ośrodka republiki Tyraspola, gdzie pozostała do 1940 r.

## II wojna światowa
W tajnym protokole dodatkowym do podpisanego 23 sierpnia 1939 roku paktu Ribbentrop-Mołotow Besarabię określono jako obszar znajdujący się w obszarze zainteresowania ZSRR, poza obszarem interesów Niemiec. Już w maju 1940 r. władze ZSRR zażądały odstąpienia całej Besarabii, ale także ziem leżących przed 1917 r. po rumuńskiej stronie granicy – region Herca. 23 czerwca 1940 roku sowiecki Komisarz Spraw Zagranicznych Wiaczesław Mołotow poinformował ambasadora Niemiec Schulenburga o żądaniach, jakie ZSRR zamierza wysunąć wobec Rumunii. Rząd radziecki jednak wobec sprzeciwu III Rzeszy w dniu 26 czerwca 1940 roku zrezygnował z części żądań, ograniczając się do Besarabii i północnej Bukowiny z Czerniowcami. 28 czerwca 1940 roku wręczone zostało rumuńskiemu ambasadorowi w Moskwie Grigore Gafencu ultimatum z 48-godzinnym terminem na ewakuację administracji i wojska z żądanego terytorium. Pozbawiona oparcia w sojusznikach z Berlina, a jednocześnie od zachodu zagrożona roszczeniami węgierskimi, Rumunia przystała na ultimatum, w którym odstępowała te tereny na rzecz ZSRR. Z zabranych terenów (z wyjątkiem żup białogrodzkiej i izmailskiej na południu oraz chocimskiej na północy, które włączono do Ukraińskiej SRR) oraz wschodniej części dotychczasowej Mołdawskiej Autonomicznej SRR (Bałtę i okolice przyłączono z powrotem bezpośrednio do Ukraińskiej SRR) utworzono Mołdawską Socjalistyczną Republikę Radziecką ze stolicą w Kiszyniowie. Już w miesiąc po zajęciu kraju zaczęto organizować zsyłki w najdalsze tereny ZSRR, które dotknęły przede wszystkim prawosławne duchowieństwo, inteligencję oraz przemysłowców i bogatych chłopów.
Nowa sytuacja geopolityczna nie trwała długo, bo tylko do 1941 r. Rumunia, będąca sojusznikiem Niemiec wzięła udział w rozpoczętej w 1941 r. wojnie niemiecko-radzieckiej. Już w pierwszych dniach wojny oddziały niemieckie i rumuńskie opanowały utracone przez Rumunię w 1940 r. tereny. Do Wielkiej Rumunii (rum. România Mare) przyłączono wówczas nie tylko tereny stracone w 1940 r., ale również obszar pomiędzy Dniestrem a Bohem (z Tyraspolem, Bałtą, Odessą i Winnicą), który nazwano Transnistria (tj. Zadniestrze).
Porażka Niemiec w wojnie spowodowała, że w 1944 r., po wkroczeniu Armii Czerwonej na Bałkany, przywrócono granicę rumuńsko-radziecką ustaloną w 1940 r. oraz istnienie Mołdawskiej SRR. Nowy rząd rumuński, wobec przewagi radzieckiej i wkroczenia Armii Czerwonej do Rumunii, zgodził się na powrót dawnych granic, ostatecznie zatwierdzonych w podpisanym 10 lutego 1947 r. w Paryżu traktacie pokojowym.

## Czasy radzieckie 1944–1991

Godło Mołdawskiej SRR w 1991 r.

W 1947 r. Rumunia w traktacie z ZSRR oficjalnie potwierdziła granicę rumuńsko-radziecką. Rządy komunistyczne w Rumunii gwarantowały niekwestionowanie pozostawienia Besarabii i północnej Bukowiny w granicach ZSRR. Mołdawska Socjalistyczna Republika Radziecka, odtworzona po odzyskaniu ziem między Prutem a Dniestrem przez ZSRR, pozostawała w granicach Związku Radzieckiego aż do 1991 roku.

## Niepodległa republika
Efektem procesu rozpadu ZSRR było m.in. uzyskanie niepodległości (w latach 1990–1991) przez jego republiki związkowe. W Mołdawii w 1990 r. przeprowadzono wybory do parlamentu, wybrano prezydenta (został nim Mircea Snegur, który wcześniej stał na czele struktur mołdawskiej Rady Najwyższej) i ogłoszono suwerenność, a 27 sierpnia 1991 r. Mołdawia ogłosiła niepodległość, co zostało oficjalnie uznane przez władze w Moskwie w końcu grudnia tego samego roku.
Wraz z nastaniem nowej ery pojawiły się w życiu kraju między Prutem a Dniestrem spore problemy. Przemysł znajdował się w kompletniej ruinie, brakowało pieniędzy na wypłatę emerytur i pensji, a mieszkańcy musieli się pogodzić z nieobecnością prądu, wody i gazu w ich mieszkaniach przez dłuższą część dnia. Kraj zadłużył się, bezrobocie urosło do bardzo wysokiego poziomu, nasilała się emigracja zarobkowa poza granice kraju, pojawił się nawet handel ludźmi. Jednocześnie wprowadzono gospodarkę rynkową i własną walutę.
Obok problemów gospodarczo-społecznych pojawiły się w Mołdawii problemy polityczne o podłożu etnicznym. Po ogłoszeniu niepodległości pojawiły się głosy wzywające do przyłączenia Mołdawii do Rumunii, jednak na terenie republiki mieszkała duża liczba ludności o pochodzeniu rosyjskim i ukraińskim, która w dużej mierze pojawiła się tutaj w okresie przynależności Mołdawii do ZSRR. Z tego powodu już od 1990 r. region Naddniestrza (część Mołdawii położona na lewym brzegu Dniestru, obejmująca ok. 10% powierzchni państwa), zamieszkały w większości ludność rosyjską stanowi w praktyce niezależne, choć nieuznawane na arenie międzynarodowej państwo. Władze w Kiszyniowie w 1992 r. podjęły próbę zbrojnego opanowania Naddniestrza, jednak wobec wsparcia secesjonistów przez wojska rosyjskie (stacjonujące tam nieustannie) próba ta się nie powiodła. Od czasu zakończenia wojny walk toczony jest proces zmierzający do pokojowego rozwiązania problemu Naddniestrza, jednak bez skutku (nawet mimo zdecydowanej porażki zwolenników przyłączenia do Rumunii w referendum przeprowadzonym w Mołdawii w 1994 r.). U progu istnienia państwa pojawił się też problem Gagauzji, gdzie o mało nie doszło do wojny domowej; tę sprawę w dużym stopniu unormowało przyznanie w 1994 r. przez władze w Kiszyniowie autonomii temu regionowi.
Wraz z problemami jakie przyniosły pierwsze lata niepodległości w społeczeństwie mołdawskim wzrastał sentyment do czasów radzieckich, co owocowało coraz większym poparciem dla odrodzonej w 1993 r. partii komunistycznej. W 2001 r. zwyciężyła ona w wyborach parlamentarnych, a prezydentem został jej przywódca Vladimir Voronin. Nowe władze prowadziły politykę bardziej sprzyjającą Rosji niż jej poprzednicy, w coraz większym stopniu także czyniły z demokracji fasadę swoich rządów. Jednak ten proces, a także brak wyraźnej poprawy jakości życia w kraju oraz nierozwiązanie problemu Naddniestrza spowodowały w 2009 r. utratę przez komunistów większości w parlamencie. Nastąpiło to po kampanii przeprowadzonej przez opozycję w sprawie oszustw wyborczych komunistów, czego efektem były powtórzone wybory i niewielkie zwycięstwo opozycji. Ta jednak, niejednorodna i mająca tylko niewielką przewagę nad Voroninem nie zdołała przeprowadzić wyboru nowego prezydenta. Prowadzona przez nią polityka zmierza jednak do większego zbliżenia z Unią Europejską, choć kierownictwo państwa nie odżegnuje się także od współpracy z Rosją.